# Håkan Ackegård
Håkan Anders Ackegård född 12 maj 1959 i Kumla, är en svensk illustratör bosatt i Linköping. Hans tecknarstil är tydligt mangainfluerad och han ritar ofta lättklädda, älvalika kvinnor i fantasymiljöer.
Sedan slutet av 1980-talet är han en känd illustratör inom den svenska rollspelshobbyn och har illustrerat flera av Target Games (Äventyrsspels) rollspelsprodukter och sällskapsspel. Han har även illustrerat några böcker, bl.a. Nya spel av Dan Glimne. Han har också illustrerat för spelkonventet LinCon sedan starten 1983.
Håkan Ackegård är en återkommande gäst vid flera svenska spelkonvent där han säljer sina alster.